# Tréflaouénan
Tréflaouénan (en bretó Trelaouenan) és un municipi francès, situat a la regió de Bretanya, al departament de Finisterre. L'any 2006 tenia 501 habitants.

## Demografia
| 1962                                       | 1968 | 1975 | 1982 | 1990 | 1999 |
| ------------------------------------------ | ---- | ---- | ---- | ---- | ---- |
| 602                                        | 567  | 5193 | 509  | 432  | 434  |
| Des de 1962: població sense dobles comptes |      |      |      |      |      |

## Administració
| Període   | Identitat   | Partit |
| --------- | ----------- | ------ |
| 2001-2008 | Jean Rosec  |        |
| 2008-     | André Seite |        |